# Halasabalu, Harihar
Halasabalu là một làng thuộc tehsil Harihar, huyện Davanagere, bang Karnataka, Ấn Độ.